# 19643 Джейкобракер
19643 Джейкобракер (19643 Jacobrucker) — астероїд головного поясу, відкритий 7 вересня 1999 року.
Тіссеранів параметр щодо Юпітера — 3,210.